# Брут (фільм)
«Брут» (англ. Brutus) — короткометражний фільм режисера Костянтина Фама 2016 року, друга новела військово-історичної драми «Свідки», присвяченій пам'яті жертв Голокосту.
В основу фільму лягла однойменна розповідь чеського письменника Людвіка Ашкеназі.

## Сюжет
Фільм «Брут» продовжує концепцію фільму «Свідки» та розповідає про Голокост очима німецької вівчарки, на ім'я Брут. Нюрнберзькі закони розлучають пса з коханою господинею. Процеси дресури та маніпуляцій перетворюють Брута на концтабірного звіра-вбивцю — однак однією з євреїв, яку належить зацькувати вівчарці, виявиться його колишня господиня…